# Villach-Völkendorf
Villach-Völkendorf je naselje Statutarnega mesta Beljak na Koroškem v Avstriji.